# Кан (II, володар Пархе)
Кан (кор. 간, 簡, Gan, Kan); ім'я при народженні Темьончхун (кор. 대명충, 大明忠, Dae Myeong-chung, Tae Myŏng-ch'ung; пом. 818) — корейський правитель, дев'ятий володар (тійо) держави Пархе.
Був молодшим сином тійо Кана та братом двох своїх попередників, тійо Чона й Хия. Зійшов на трон 817 року після смерті останнього.
Його правління виявилось нетривалим — уже наступного року він помер, а трон зайняв тійо Сон.